# Adrian Garvey
Adrian Christopher Garvey (Bulawayo, 25 giugno 1968) è un ex rugbista a 15 e dirigente sportivo zimbabwese naturalizzato sudafricano.
Disputò la Coppa del Mondo di rugby 1991 nelle file dello Zimbabwe e quella del 1999 con la maglia del Sudafrica

## Biografia
Nato nell'allora Rhodesia, a Bulawayo, Garvey iniziò la pratica rugbistica alle scuole superiori intorno ai 16 anni, per poi passare all'Old Miltonian, club della sua città natale, con cui vinse diversi titoli nazionali.
Nel 1988 esordì per lo Zimbabwe in un incontro con la Costa d'Avorio, e fu presente alla Coppa del Mondo di rugby 1991, competizione nella quale la squadra non andò oltre il primo turno.
Si trasferì quindi in Sudafrica nel 1993 ed entrò nella compagine provinciale dei Natal Sharks con i quali conquistò due Currie Cup consecutive, nel 1995 e nel 1996; divenuto idoneo a essere selezionato per gli Springbok e, in seguito, naturalizzato sudafricano, esordì con la sua nuova Nazionale nel novembre 1996 a Buenos Aires contro l'Argentina.
Professionista nelle file della franchise degli Sharks, giunse fino alla finale della prima edizione di Super 12 e, nelle due successive edizioni, arrivò fino alla semifinale.
Prese parte alla Coppa del Mondo di rugby 1999, competizione nella quale il Sudafrica si classificò terzo, e ivi disputò il suo ultimo incontro internazionale, a Edimburgo contro la Spagna.
Nel 2000 si trasferì in Galles al Newport in Celtic League (successivamente trasmigrato nel Newport Gwent Dragons), e vinse la Challenge Cup gallese 2000-01, che il club non conquistava da 24 stagioni.
Ritiratosi nel 2004, gestisce una scuola di rugby ad Harare, la capitale dello Zimbabwe.

## Palmarès
- Currie Cup: 2
Natal Sharks: 1995, 1996
- WRU Challenge Cup: 1
Newport: 2000-01